# Lauder (circonscription du Parlement d'Écosse)
Pour les articles homonymes, voir Lauder.
Lauder dans le Berwickshire était un Burgh royal qui a élu un Commissaire au Parlement d'Écosse et à la Convention des États.
Après les Actes d'Union de 1707, Lauder, North Berwick, Dunbar, Haddington et Jedburgh ont formé le district de Haddington, envoyant un membre à la Chambre des communes de Grande-Bretagne.

## Liste des commissaires de burgh
- 1661: Thomas Wood, bailie [1]
- 1665 convention: Robert Wood, bailli [2]
- 1667 convention, 1669: John Maitland, bailie [3]
- 1670–74: Thomas Wood, bailie [4]
- 1678 convention, 1685–86: Alexander Home [5]
- 1681–82: Charles Lauder de Park, marchand [6]
- 1689 convention, 1689–1702: David Maitland de Soutra [7]
- 1702–07: Sir David Cunynghame de Milncraig[8]